# Мускё
Мускё (швед. Muskö) —   населённый пункт, расположенный на одноимённом острове на юге Стокгольмского архипелага, известный своей военно-морской базой. Население острова составляет 271 человек (по состоянию на 2015 год). Остров является частью коммуны Ханинге, Стокгольмский лен, Швеция. Связь с материком поддерживается двумя мостами и автомобильного тоннеля длиной 2895 метров по дну Балтийского моря.

## Галерея

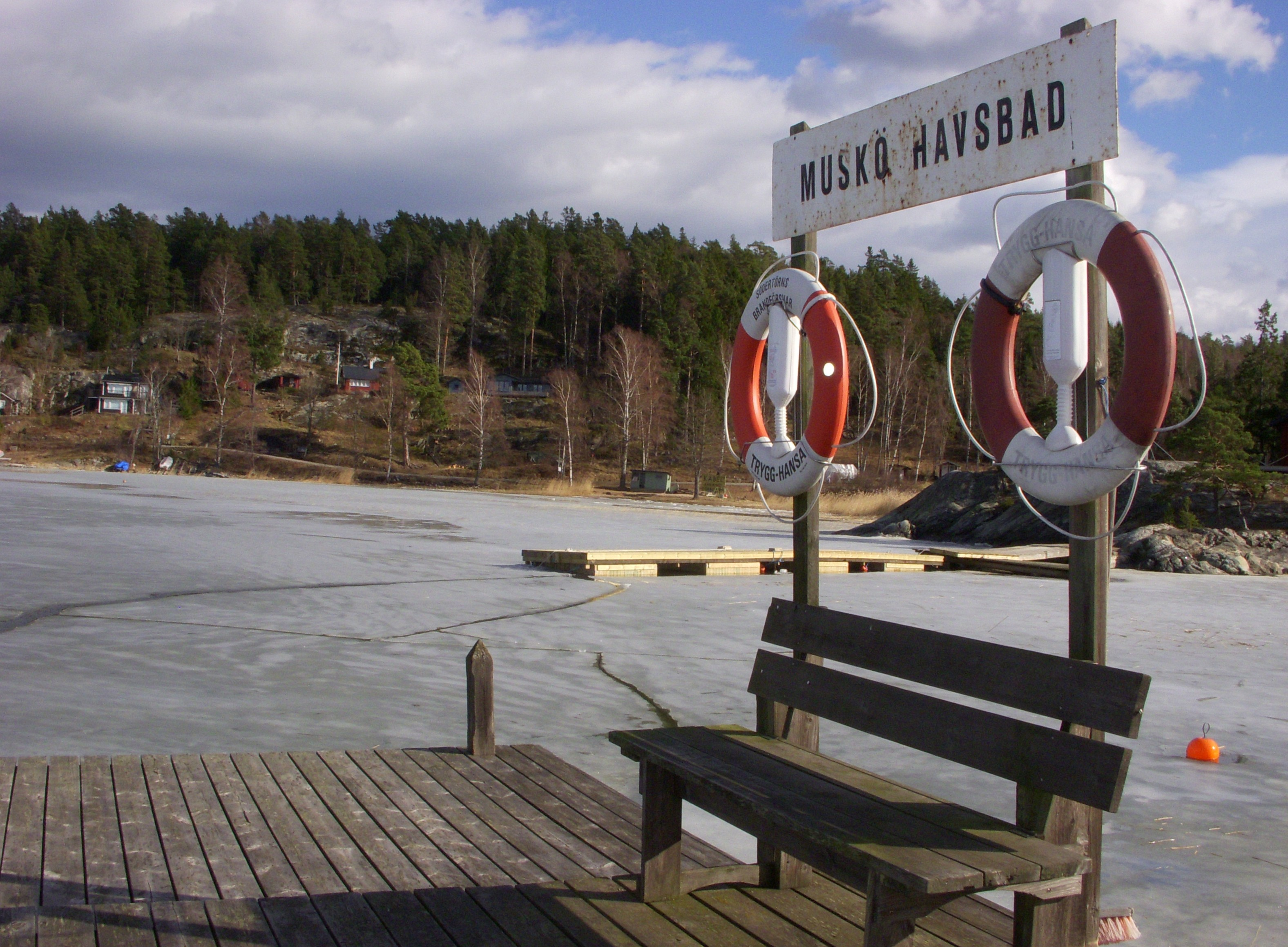
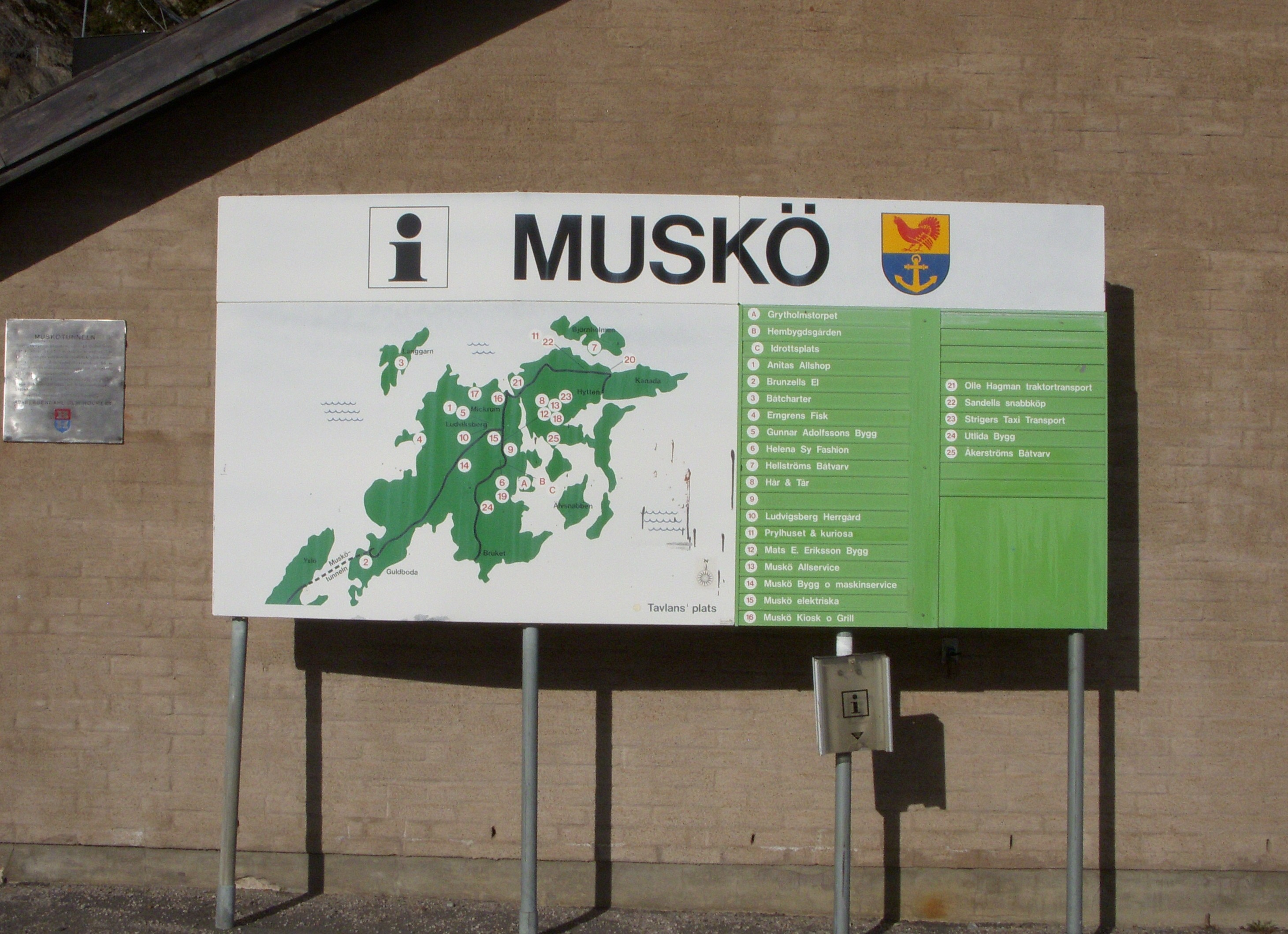
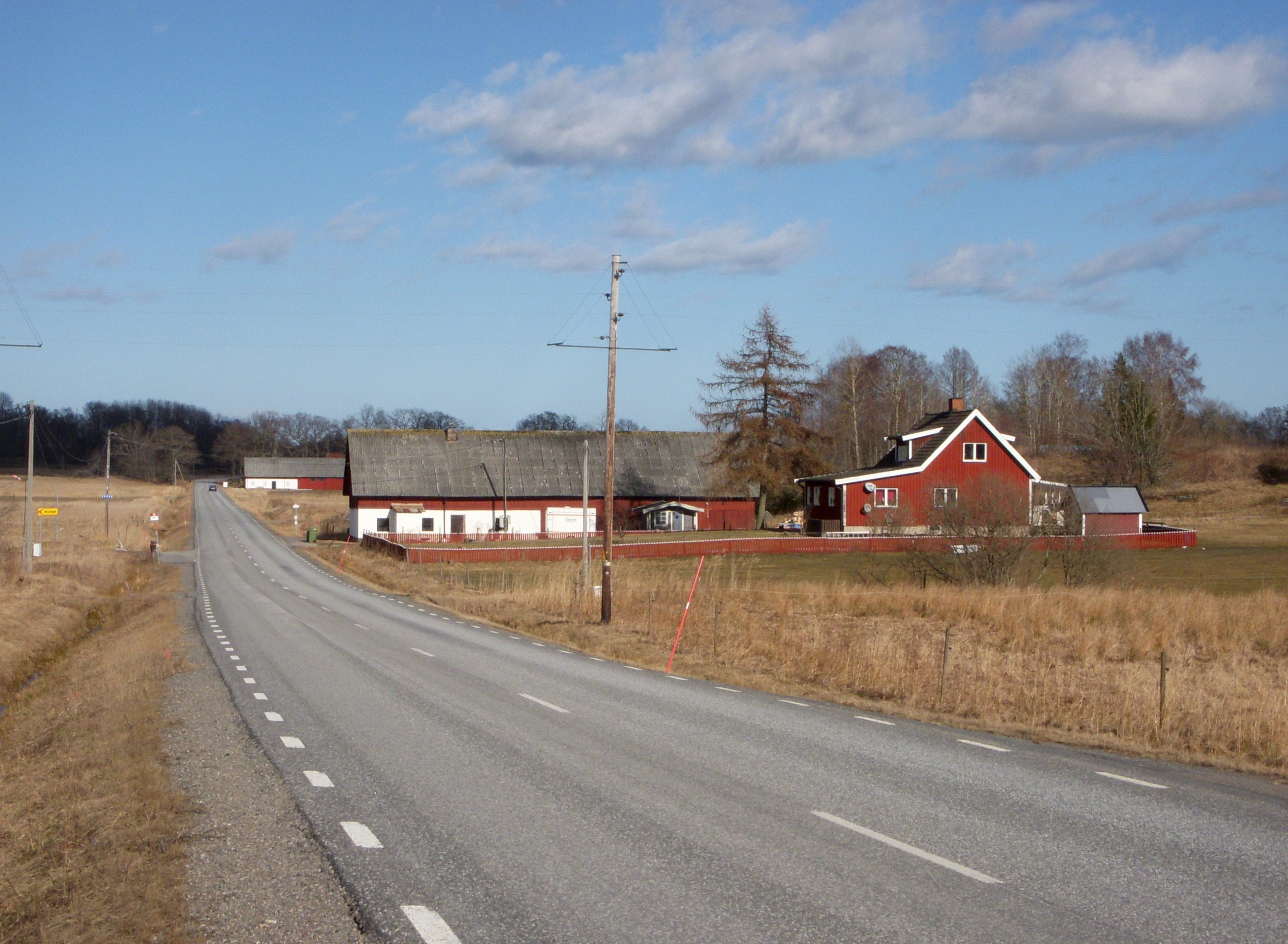
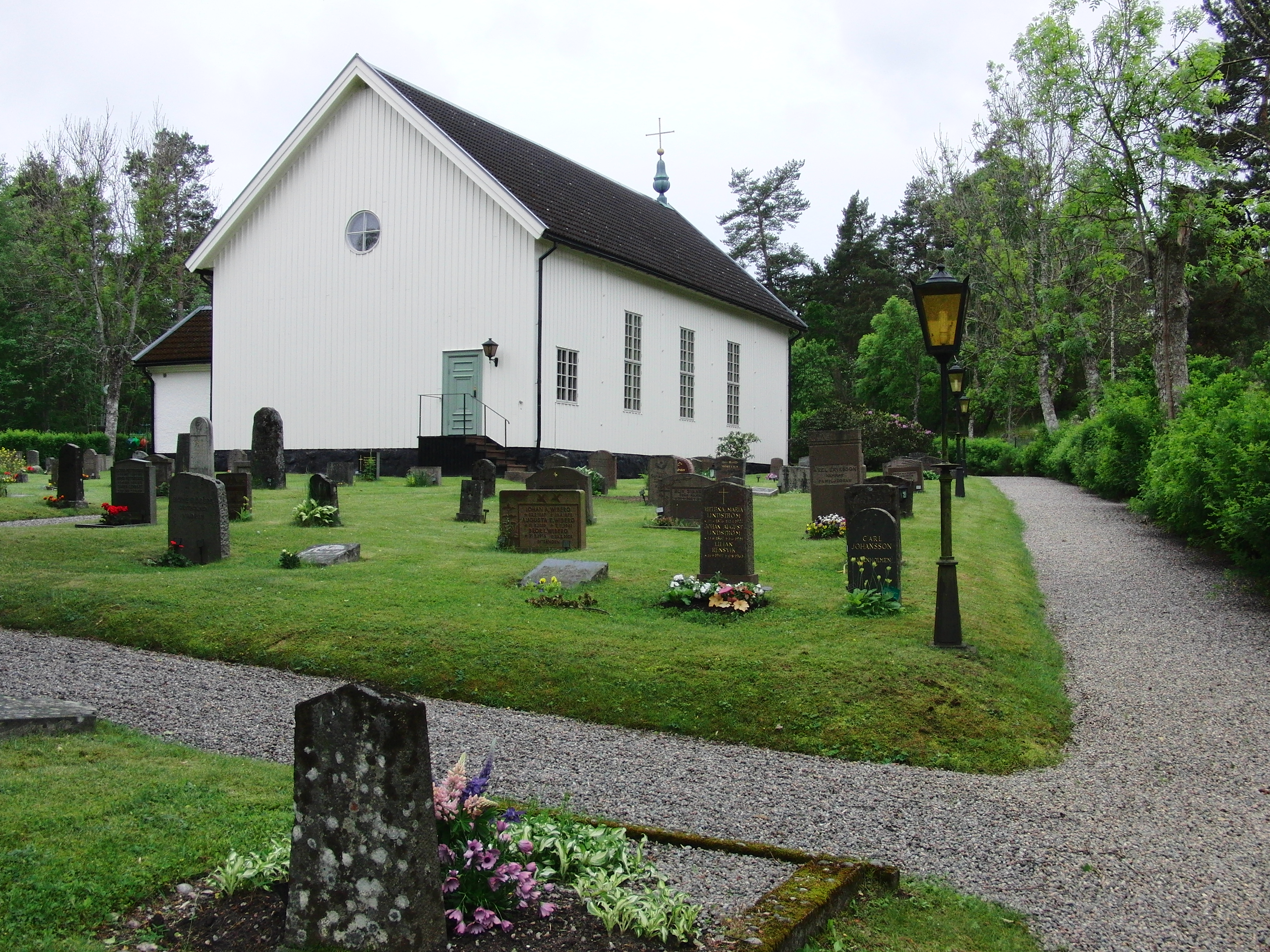